# Sala Ducale

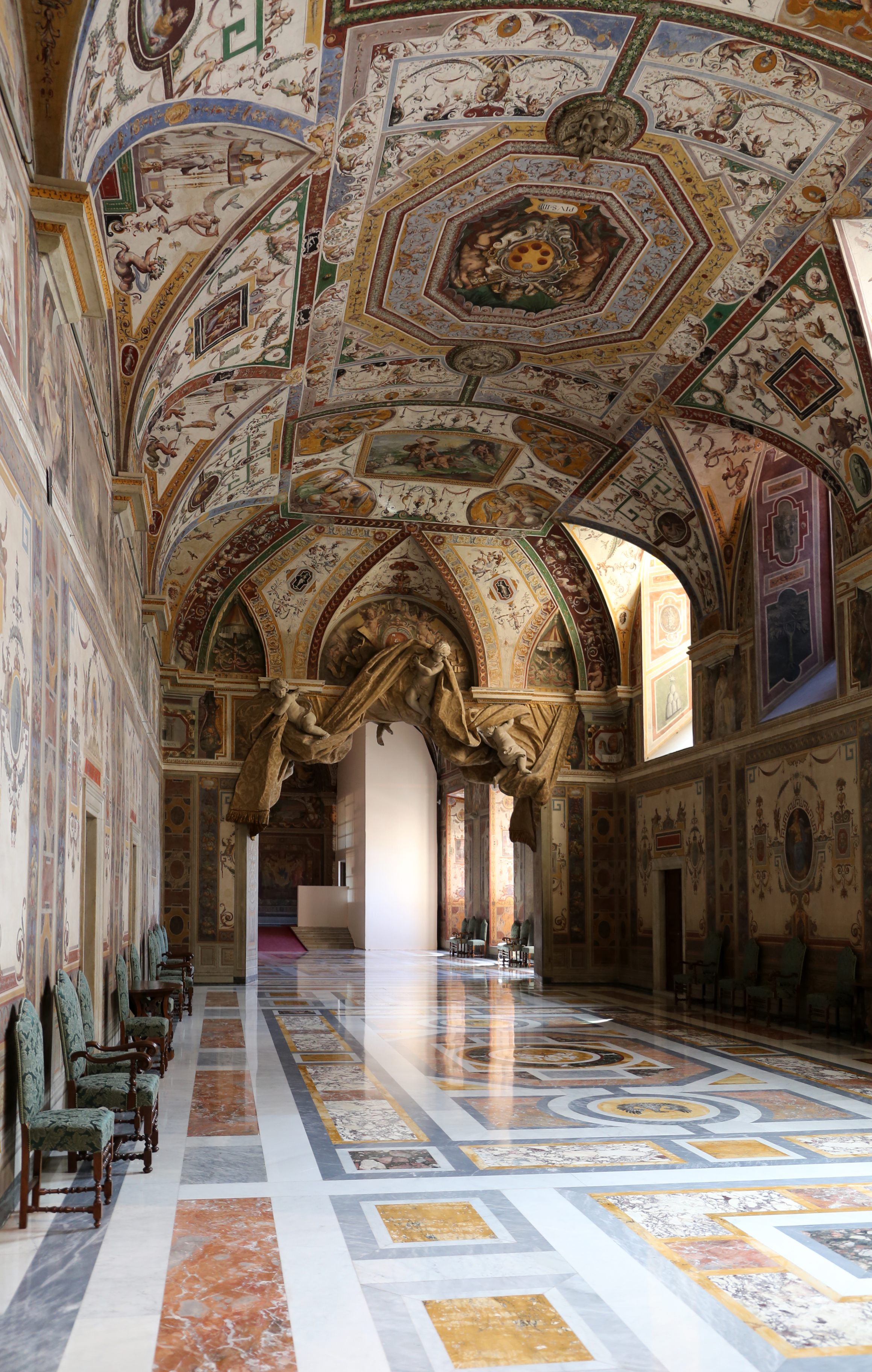
Die Sala Ducale, Blick nach Westen

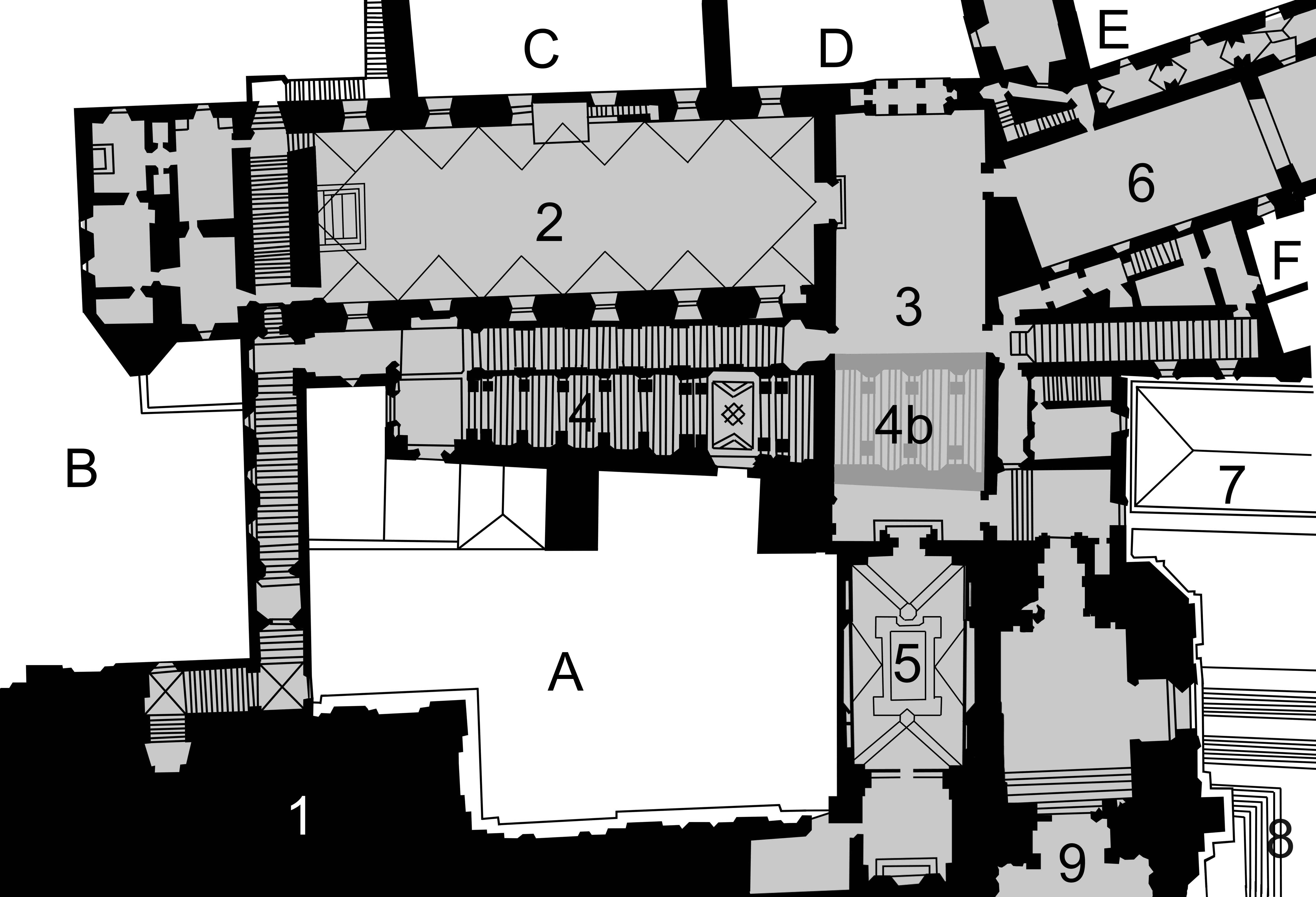
Ein schematischer Grundriss aller Räume, Säle und Höfe rund um die Sala Regia. Sala Ducale (6)

Die Sala Ducale (deutsch: Herzogssaal) ist ein Ehrensaal im Apostolischen Palast in der Vatikanstadt. Man gelangt zu ihr durch die angrenzende Sala Regia (Königssaal), den ehemaligen Thronsaal des Papstes.

## Gestaltung und Nutzung
In der ursprünglichen Form bestand die Sala Ducale aus zwei Räumen, die von Gian Lorenzo Bernini zu einem großen Saal vereint wurden. Die vormals raumtrennende Wand ist noch erkennbar durch einen breiten Bogen, geschmückt mit einem prächtigen, von Engeln gehaltenen Vorhang. Das Gewölbe ist mit Grotesken von Raffaellino da Reggio und Lorenzo Sabatini verziert. Der Wandschmuck wurde größtenteils von dem flämischen Maler Paul Bril erstellt. Einige der Lünetten und Wände sind mit modernen Fresken verziert.
Der Saal war und ist Teil des offiziellen Weges der Monarchen und Staatsoberhäupter mit ihren Begleitungen zur Papstaudienz.
In der Sala Ducale bestieg der Papst zu feierlichen Anlässen traditionell die Sedia gestatoria (eine Art tragbarer Sessel; seit Papst Johannes Paul II. nicht mehr in Gebrauch), um damit, für alle sichtbar, getragen von zwölf Sediari pontifici, in den Petersdom zu gelangen. Hierbei durchquerte er mit dem Gefolge erst die Sala Regia, um dann über die Scala Regia genannte Prunktreppe hinabgetragen zu werden.